# León Villa
León Fernando Villa Arango (Medellín, 12 de janeiro de 1960) é um ex-futebolista profissional colombiano, que atuava como defensor.

## Carreira
León Villa fez parte do elenco da Seleção Colombiana de Futebol na Copa do Mundo de 1990.